# Jean-Claude Lord
Pour les articles homonymes, voir Lord.
Jean-Claude Lord, né le 6 juin 1943 à Montréal et mort le 15 janvier 2022, est un réalisateur, scénariste, monteur et producteur québécois.

## Biographie
Jean-Claude Lord entreprend ses études collégiales au Collège André-Grasset et obtient son diplôme en 1963. 
De 1963 à 1967, il travaille au sein de la compagnie de production Coopératio, fondée et dirigée par Pierre Patry. Avec Patry, il coscénarise la comédie dramatique Trouble-fête, que Patry réalise. Par la suite, il assiste Patry sur les tournages des films Caïn et La Corde au cou. 
C'est également pour Coopératio que Lord réalise son premier long-métrage, Délivrez-nous du mal, une adaptation d'un roman controversé de Claude Jasmin qui traitre notamment d'homosexualité. Tourné en 1965, le film ne sort qu'en 1968 et passe pratiquement inaperçu. Durant cette période, Lord travaille aussi avec Arthur Lamothe (Poussière sur la ville), Michel Brault (Entre la mer et l'eau douce) et Eric Till (A great big thing).
De 1969 à 1972, il se fait connaître du grand public en tant que chroniqueur et critique de cinéma à la télévision, notamment à CFTM-TV à l'émission Bon Dimanche (Télé-métropole). 
Il crée sa compagnie de production Jean-Claude Lord inc. en 1971 et signe son deuxième long-métrage en tant que réalisateur, Les Colombes. Le film, un drame sentimental dont Lord est aussi scénariste et monteur, marche assez bien.  
Suit une série de films concernant les aspects controversés de la société québécoise. Bingo (1974) s'interroge sur l'action politique des jeunes Québécois et la corruption de la police. Parlez-nous d'amour (1976), sur un scénario de Michel Tremblay, est une critique au vitriol de la télévision populiste. Panique (1978) traite des impacts de la pollution industrielle.
Lord change de registre avec son film suivant, Éclair au chocolat (1979), une œuvre plus intimiste qui ne connait pas le succès escompté. Il faut attendre 1982 pour voir son film subséquent, son premier tourné en anglais, Terreur à l'hôpital central, un suspense dans lequel on retrouve notamment Michael Ironside et William Shatner.
En 1986, Lord réalise la première saison de la télé-série Lance et compte. Centrée sur une équipe fictive de la Ligue nationale de hockey, Lance et compte est scénarisé par Louis Caron et le journaliste sportif Réjean Tremblay. La série est la première tournée au Québec dans un style cinématographique, avec de nombreux plans extérieurs. Très gros succès d'auditoire, Lance et compte lance la carrière de Marina Orsini et ouvre la voie à des séries comme Les Filles de Caleb, Scoop et Omertà.
Lord connait un nouveau succès l'année suivante avec le film pour jeunes La Grenouille et la Baleine, quatrième film de la série des Contes pour tous produite par Rock Demers.
Au cours de la décennie 1990, Lord travaille essentiellement pour la télévision et renoue avec le ton socio-politique de ses films des années 1970. Ainsi Jasmine, présentée en 1996, aborde les thèmes du racisme et de l'intolérance alors que Lobby se veut une incursion dans l'univers des lobbyistes. En 1999, Lord présente Quadra, une série de quatre heures inspirée d'un roman de Jean-Claude Boult dont Lord signe lui-même l'adaptation et qui raconte l'histoire d'un jeune homme devenu quadraplégique à la suite d'un hold-up. Pour le compte du producteur Rock Demers, Lord réalise également la télé-série L'Or, diffusée en 2001. 
En 2001, Réjean Tremblay entreprend de relancer la série Lance et compte après un hiatus d'une dizaine d'années. Lord réalise deux autres saisons de la série.
À partir de Terreur à l'hôpital central, Jean-Claude Lord donne surtout des productions standardisées, exception faite de La Grenouille et la Baleine (1988), un des Contes pour tous du producteur Rock Demers.
Le 1er novembre 2017, il reçoit le prix Guy-Mauffette, l'un des 14 Prix du Québec.
Hospitalisé le 30 décembre 2021 après avoir été victime d'un accident vasculaire cérébral, Jean-Claude Lord meurt le 15 janvier 2022,.

## Filmographie

### Comme réalisateur

#### Cinéma
- 1969 : Délivrez-nous du mal
- 1972 : Les Colombes
- 1974 : Bingo
- 1976 : Parlez-nous d'amour
- 1977 : Panique
- 1979 : Éclair au chocolat
- 1982 : Terreur à l'hôpital central
- 1984 : Covergirl
- 1986 : The Vindicator
- 1986 : Toby McTeague
- 1987 : La Grenouille et la Baleine
- 1989 : Mindfield
- 1989 : Eddie and the Cruisers II: Eddie Lives!
- 1992 : Landslide
- 2002 : Station Nord[3]

#### Télévision
- 1986 : Lance et compte (Cogne et gagne) (série télévisée)
- 1993 : Les Anges de la ville (Sirens) (série télévisée)
- 1996 : Jasmine (série télévisée)[4]
- 1997 : Lobby (série télévisée)
- 1997 : Diva (série télévisée)
- 1999 : Maurice Richard: Histoire d'un Canadien (série télévisée)
- 2000 : Quadra (série télévisée)
- 2001 : L'Or (série télévisée)
- 2002 : Galidor: Defenders of the Outer Dimension (série télévisée)
- 2002 : Lance et compte : Nouvelle Génération (série télévisée)
- 2004 : Lance et compte : La Reconquête (série télévisée)
- 2008 : Le bijou maudit (Secrets of the Summer House) (téléfilm)
- 2009 : Out of Control (téléfilm)
- 2009 : La Bague de Sophia (Ring of Deceit) (TV)
- 2010 : Le serpent de septembre (Second Chances) (téléfilm)
- 2012 : Les Criminelles[5]

### Comme scénariste
- 1964 : Trouble-fête de Pierre Patry
- 1969 : Délivrez-nous du mal
- 1972 : Les Colombes
- 1976 : Parlez-nous d'amour
- 1977 : Panique
- 1979 : Éclair au chocolat
- 1987 : La Grenouille et la baleine

### Comme monteur
- 1969 : Délivrez-nous du mal
- 1972 : Les Colombes
- 1974 : Bingo
- 1976 : Parlez-nous d'amour
- 1977 : Panique
- 1979 : Éclair au chocolat
- 1982 : Visiting Hours

### Comme producteur
- 1964 : Trouble-fête de Pierre Patry
- 1972 : Les Colombes
- 1974 : Bingo
- 1980 : L'Homme à tout faire